# Двадесет и четвърти артилерийски полк
Двадесет и четвърти артилерийски полк е български артилерийски полк, формиран през 1917 година, взел участие в Първата световна война (1915 – 1918).

## Формиране
Двадесет и четвърти артилерийски полк е формиран на 21 февруари 1917 в с. Каталой, състои се от шест батареи и заедно с 23-ти артилерийски полк влизат в състава на 12-а артилерийска бригада от състава на 3-та армия. Взема участие в Първата световна война (1915 – 1918). На 1 септември 1918 полкът е подчинен на щаба на 302-ра германска пехотна дивизия в Македония. През септември 1918 г. се установява в Радомир и е демобилизиран, а на 1 юли 1919 е разформирован.

## Командири
Званията са към датата на заемане на длъжността.
| №  | звание    | име            | дати                 |
| -- | --------- | -------------- | -------------------- |
| 1. | Полковник | Георги Касъров | Първа световна война |